# Kojima KE009
La Kojima KE009 è la seconda ed ultima monoposto di Formula 1 prodotta dalla squadra nipponica Kojima Engineering.
Progettata dall'ex ingegnere della Maki Masao Ōno, fu realizzata in alluminio e motorizzata Ford Cosworth DFV.
Corse il solo Gran Premio del Giappone 1977 con i piloti Noritake Takahara ed il privato della Heros Racing Corporation Kazuyoshi Hoshino. Il miglior piazzamento fu l'undicesima posizione finale di Hoshino.